# À chacun son tour
 (juillet 2025).
Si vous disposez d'ouvrages ou d'articles de référence ou si vous connaissez des sites web de qualité traitant du thème abordé ici, merci de compléter l'article en donnant les références utiles à sa vérifiabilité et en les liant à la section « Notes et références ».
À chacun son tour est une émission de télévision française, créée et animée par Jacques Chancel qui était diffusée de 1985 à 1989 en direct sur Antenne 2 chaque année au mois de juillet après les étapes du Tour de France cycliste. Elle analyse l'étape et reçoit les acteurs du tour.
Nommé directeur des programmes de FR 3, Jacques Chancel quitte la présentation du programme en 1990.